# 9850 Ralphcopeland
9850 Ralphcopeland eller 1990 TM5 är en asteroid i huvudbältet som upptäcktes den 9 oktober 1990 av den australiensiske astronomen Robert H. McNaught vid Siding Spring-observatoriet. Den är uppkallad efter astronomen Ralph Copeland.
Den tillhör asteroidgruppen Vesta.